# Retiniphyllum scabrum
Retiniphyllum scabrum är en måreväxtart som beskrevs av George Bentham. Retiniphyllum scabrum ingår i släktet Retiniphyllum och familjen måreväxter. Inga underarter finns listade i Catalogue of Life.